# Kfz-Kennzeichen (Israel)

Kfz-Kennzeichen aus Israel

Kennzeichen amerikanischer Größe

Israelische Kfz-Kennzeichen ähneln optisch dem europäischen Standard für Nummernschilder. Am linken Rand befindet sich wie bei den Euro-Kennzeichen ein blaues Feld, das von oben nach unten zunächst die Flagge Israels sowie das Nationalitätszeichen IL zeigt. Des Weiteren erscheint der Landesname in hebräischer (ישראל) und arabischer Schrift (إسرائيل).

## Standard-Kennzeichen
Das eigentliche Nummernschild besteht aus sieben oder acht Ziffern, die durch zwei Punkte in drei Gruppen aufgeteilt werden (z. B. 12•345•67 oder 123•45•678). Unter dem ersten Punkt befindet sich das Symbol der israelischen Normierungsanstalt SII, ein Mem (מ) in einem Zirkel.

Bei Kennzeichen in amerikanischer Größe befindet sich das blaue Feld mittig am unteren Rand. Ältere Schilder besitzen kein blaues Feld.
Bei den aktuell ausgegebenen Nummern sind die letzten zwei Stellen entweder das Baujahr (80 bis 90) oder eine Nummer des Importeurs. 00 und 01 sind Fahrzeuge mit Einzelgenehmigungen (Lkw, Busse, …), 25 sind Taxis. Eine regionale Zuordnung gibt es nicht. Im Normalfall bleibt die Nummer auch bei Ummeldungen beim Fahrzeug, außer es findet eine Änderung der Zulassungsart statt oder nach einem Umbau ist eine neue Typisierung notwendig.

## Besondere Kennzeichen

### Polizeikennzeichen

Polizeikennzeichen

Fahrzeuge der israelischen Polizei besitzen rote Kennzeichen mit weißer Aufschrift. Das Schild zeigt links den blauen Balken mit Flagge und Landesname und endet auf den hebräischen Buchstaben Mem (מ) für משטרה Mischtara (Polizei).

### Militärische Kennzeichen

Kennzeichen von Kraftfahrzeugen der Israelischen Verteidigungsstreitkräfte

Die israelischen Streitkräfte nutzen schwarze Nummernschilder mit weißer Schrift. Sie zeigen ebenfalls nur Ziffern und enden auf den hebräischen Buchstaben Tzade (צ) für צבא Tzava (Militär).

### Kennzeichen der Militärpolizei

Kennzeichen des israelischen Militärpolizeiwagens

Fahrzeuge der Militärpolizei tragen blaue Kennzeichen mit ebenfalls weißer Schrift. Sie enden auf die beiden Buchstaben Mem (מ) und Tzade (צ) für משטרה צבאית Mischtara Tsva'it (Militärpolizei).

### Diplomatische Kennzeichen

Kennzeichen des diplomatischen Corps

Diplomatenkennzeichen sind weiß mit schwarzer Schrift und zeigen als einzige lateinische Buchstaben. Sie beginnen mit CD oder CC und zeigen dann eine Ziffernkombination, die auf 21 oder 22 endet. Privatfahrzeuge einer diplomatischen Mission, die im Herkunftsland erworben wurden, zeigen keine Buchstaben auf dem Kennzeichen.

### Probekennzeichen

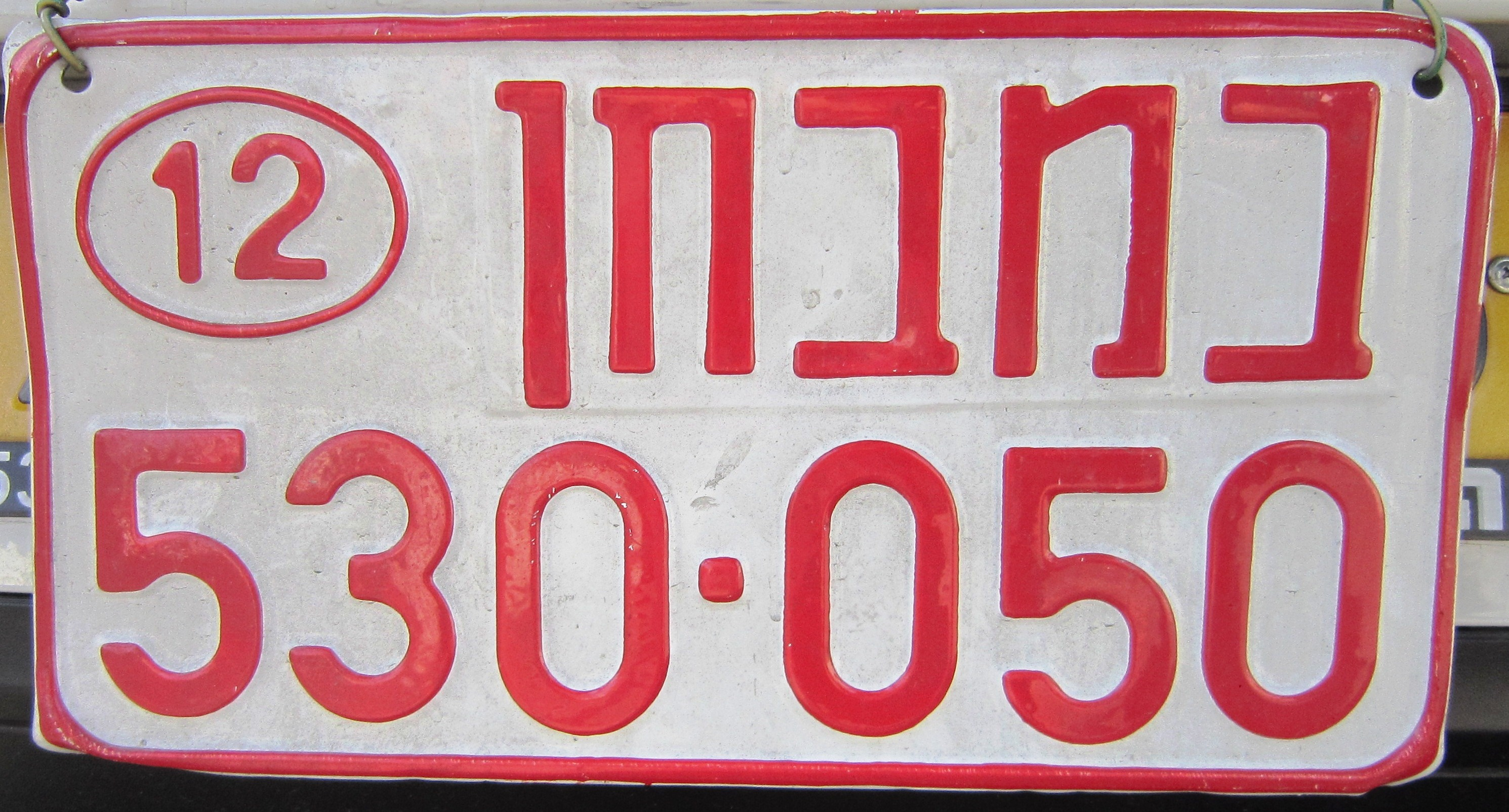
Probekennzeichen für Werkstätten und Autohändler

Probekennzeichen für Werkstätten und Autohändler sind weiß mit roter Schrift und zeigen das Wort במבחן (dt. 'im Test') über der Nummer.

### Historische Fahrzeuge

Kennzeichen des Historischen Fahrzeugs

Historische Fahrzeuge, die älter als 30 Jahre sind, können ein spezielles Kennzeichen bekommen, das zusätzlich zur normalen Registrierungsnummer die Worte רכב אספנות (Rehev Asfanut = historisches Fahrzeug) enthält. Diese Fahrzeuge sind von der Kfz-Steuer befreit und dürfen an Werktagen sonntags bis donnerstags nicht in der morgendlichen Hauptverkehrszeit zwischen 7 und 9 Uhr gefahren werden. Seit 2011 wird für Fahrzeuge, die schon in historischem Zustand importiert wurden, eine Ziffernkombination vergeben, die mit 55 endet.

## Palästinensische Autonomiebehörde
Die Palästinensische Autonomiebehörde vergibt nun eigene Kennzeichen, davor hatten die Palästinenser eigene blaue Nummerntafeln mit einem hebräischen Buchstaben, der den Bezirk angibt.